# NGC 5258
NGC 5258 is een balkspiraalstelsel in het sterrenbeeld Maagd. Het hemelobject ligt ongeveer 300 miljoen lichtjaar van de Aarde verwijderd en werd op 13 mei 1793 ontdekt door de Duits-Britse astronoom William Herschel. NGC 5258 interageert met het nabijgelegen sterrenstelsel NGC 5257 waarmee het Arp 240 vormt. 

## Synoniemen
- UGC 8645
- MCG 0-35-16
- ZWG 17.56
- KCPG 389B
- Arp 240
- VV 55
- PGC 48338